# Michael Haneke
Michael Haneke (* 23. března 1942 Mnichov) je rakouský filmový a divadelní režisér a filozof známý pro svůj ponurý styl. Jeho filmy často vyobrazují problémy a selhání v moderní společnosti. Za snímky Bílá stuha (2009) a Láska (2012) obdržel Zlatý glóbus za nejlepší cizojazyčný film a Zlatou palmu na Filmovém festivalu v Cannes. Za druhý z nich získal také Oscara za nejlepší cizojazyčný film a cenu BAFTA.

## Život
Narodil se v březnu 1942 v německém Mnichově, ale již odmalička žil poblíž Vídně či přímo v hlavním rakouském městě. Oba jeho rodiče byli herci a vše nasvědčovalo tomu, že Michael se k hereckému řemeslu přidá také, ale nebyl úspěšný. Vystudoval Vídeňskou Univerzitu, kde se věnoval filozofii, psychologii a dramatickému umění. Pracoval nejdříve jako filmový kritik, tři roky se také živil jako televizní střihač a dramaturg. Režíroval nejprve divadelní hry a od roku 1973 také televizní filmy.

## Dílo
- 1974 After Liverpool (televizní film)
- 1976 Sperrmüll (televizní film)
- 1976 Drei Wege zum See
- 1979 Lemminge, Teil 2 Verletzungen (televizní film)
- 1979 Lemminge, Teil 1 Arkadien (televizní film)
- 1983 Variation (televizní film)
- 1984 Wer war Edgar Allan? (televizní film)
- 1986 Fräulein (televizní film)
- 1989 Sedmý kontinent (Der Siebente Kontinent)
- 1991 Nachruf für einen Mörder (televizní film)
- 1992 Bennyho Video (Benny's Video)
- 1993 Die Rebellion (televizní film)
- 1994 71 fragmentů chronologie náhody (71 Fragmente einer Chronologie des Zufalls)
- 1995 Lumière & spol. (Lumière et compagnie) - segment "Michael Haneke/Vienne"
- 1997 Funny Games
- 1997 Zámek (Das Schloß)
- 2000 Kód neznámý (Code inconnu: Récit incomplet de divers voyages)
- 2001 Pianistka (La Pianiste)
- 2003 Čas vlků (Le Temps du loup)
- 2005 Utajený (Caché)
- 2007 Funny Games USA (remake svého vlastního filmu)
- 2009 Bílá stuha (Das weiße Band)
- 2012 Láska (Amour)